# Hovs socken, Västergötland
Hovs socken i Västergötland ingick i Gäsene härad, ingår sedan 1974 i Herrljunga kommun och motsvarar från 2016 Hovs distrikt.
Socknens areal är 34,08 kvadratkilometer varav 31,98 land. År 2000 fanns här 758 invånare. Tätorten Annelund samt sockenkyrkan Hovs kyrka ligger i socknen.

## Administrativ historik
Socknen har medeltida ursprung. 
Vid kommunreformen 1862 övergick socknens ansvar för de kyrkliga frågorna till Hovs församling och för de borgerliga frågorna bildades Hovs landskommun. Landskommunen uppgick 1952 i Gäsene landskommun som 1974 uppgick i Herrljunga kommun. Församlingen utökades 2010 och uppgick 2021 i Herrljungabygdens församling
1 januari 2016 inrättades distriktet Hov, med samma omfattning som församlingen hade 1999/2000.  
Socknen har tillhört län, fögderier, tingslag och domsagor enligt vad som beskrivs i artikeln Gäsene härad. De indelta soldaterna tillhörde Älvsborgs regemente, Gäseneds kompani och Västgöta regemente, Elfsborgs kompani.

## Geografi och natur
Hovs socken ligger nordost om Borås kring Nossan och med Sämsjön i öster. Socknen har odlingsbygd kring ån och är i övrigt en skogsbygd. Sämsjön som är största insjö delas med Norra Säms, Alboga och Ods socknar.

## Byar och hemman
Hovs socken består historiskt av följande byar och enstaka hemman. När en by har flera hemman anges också hemmansnumren.
- Annelund (tidigare Klådde), enstaka hemman.
- Djupatorp, enstaka hemman.
- Eket, enstaka hemman.
- Fröstorp, by med tre hemman (1 Ranten, 2 Kronogården och 3 Storegården).
- Getlanda, enstaka hemman.
- Hov, socknens kyrkby med en tomt (1) och fem hemman (2 Nordgården, 3 Skattegården, 4 Guldsmedsgården, 5 Herregården, också kallat Stommen, och 6 Bryngelsegården). Nr 5–6 var säterier och bildade Stommens säteri, som under andra halvan av 1600-talet innehades av Bengt Lilliehök.
- Håkentorp Östergården, enstaka hemman, som ligger öster om Lilla Håkentorp i Molla socken.
- Hägdene Västergården, enstaka hemman. Större delen av Hägdene by ligger i Molla socken.
- Kläckene, enstaka hemman.
- Knipe med Hovsbrokvarn, enstaka hemman. Hovsbrokvarn upptas i jordeboken första gången 1691 och är från 1719 förenad med Knipe. På gården låg ett gästgiveri, kallat Mörlanda, ett namn som ofta används om hela gården. Mörlanda var ursprungligen ett torp under Knipe.  Mörlanda var Gäsene härads tingsställe 1754–1762. I slutet av 1800-talet hölls marknad i april och oktober.[8]
- Kärret, enstaka hemman.
- Ljung Engelbrektsgården, enstaka hemman. Större delen av Ljungs by ligger i Grude socken.
- Lystorp, by med två hemman (1 Storegården och 3 Lillegården) samt en tullkvarn (2).
- Lövsjö, by med två hemman (1 Västergården och 2 Östergården).
- Murum, enstaka hemman.
- Mörlanda, se Knipe.
- Ollestad, by nämnd första gången 1360 med tre hemman vartill kom en fjärde (nr 4) i slutet av 1600-talet (1 Rättaregården, 2 Smedsgården, 3 Bergsgården och 4 Nygården, i dagligt tal Larstorp). Ollestad var på 1600-talet ett frälsesäteri men övergick i slutet av århundradet  i kronans ägo. Det omfattade 2 mantal samt några underlydande gårdar (Kläckene, Knipe med Hovsbrokvarn och Getlanda samt Ebbared i Hudene socken). Egendomen uppläts 1756 på perpetuelt arrende till Johan Anders Gyllensvärd (1718–1792) och hans efterkommande, men återköptes 1876 av kronan i samband med bildandet av Ollestads kronopark.[9] En mindre del av ägorna är sedan 2009 ett kommunalt naturreservat, Ollestads naturreservat.
- Röcklösa, enstaka hemman.
- Tormenstorp, enstaka hemman. Komministerboställe.
- Tumben, enstaka hemman.
- Ubby, by med två hemman (1 Storegården och 2 Nästegården).
- Örekulla, enstaka hemman.

## Fornlämningar
En hällkista från stenåldern är funnen. Från bronsåldern finns flera gravrösen och stensättningar. Från järnåldern finns ett tiotal gravfält med domarringar och resta stenar. En runsten finns vid Fröstorp.

## Befolkningsutveckling
Befolkningen ökade från 400 1810 till 570 1880 varefter befolkningen växlade de närmaste decennierna med 478 som minst 1940. Därefter vände folkmängden uppåt till 851 1990.

## Namnet
Namnet skrevs 1308 Houe och kommer från kyrkbyn. Namnet innehåller hof, 'tempel, gudahus; stor sal'.

## Kända personer från Hov
- Märta Helena Reenstierna. Känd som Årstafrun. Skildrade med sina dagböcker livet i Stockholms utkant i slutet av 1700-talet och början av 1800-talet.
- Gustaf Wahlbom. Xylograf och grundare av Söndags-Nisse.